# Sierra de Dhofar
La sierra de Dhofar (en árabe: جِبَال ظُفَار‎, romanizado: Jibāl Ẓufār) es una cadena montañosa en la parte sureste de la península arábiga . En un sentido amplio, se extiende desde la gobernación de Dhofar en Omán hasta la gobernación de Hadramaut en Yemen, y están situadas entre Hajar en la parte norte de Omán y Sarawat en la parte occidental de Yemen. De lo contrario, la cordillera en la parte oriental de Yemen, particularmente cerca de Mukalla, se conoce como Hadhramaut  o "Mahrat".

## Geología
La sierra de Dhofar consta de tres subcordones: la sierra de al-Qarā (en árabe: جبل القرا‎), sierra de al-Qamar (en árabe: جبل القمر‎) y la sierra de Samḥān (en árabe: جبل سمحان‎). En esta última se encuentra el punto más alto a unos 2100 m (6890 pies).

## Fauna silvestre
El leopardo árabe prospera aquí, particularmente en la Reserva Natural de la sierra de Samhan.
Estas sierras albergan la mayor población de cabras montesas de Nubia en Omán. 
El guepardo asiático solía encontrarse en esta región. Al último guepardo conocido de Omán lo mataron cerca de Jibjat en 1977 (Harrison, 1983).
En diciembre de 2018, se vio un corredor de arena Schokari en un cerro de esta región.

## Galería

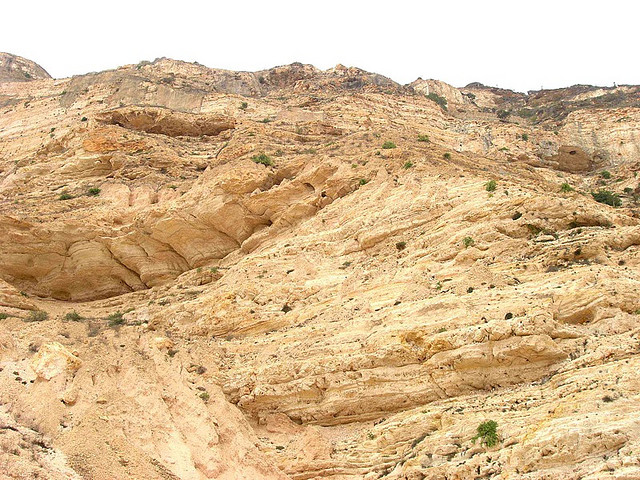
Panorama de la sierra en las afueras de Salalah.
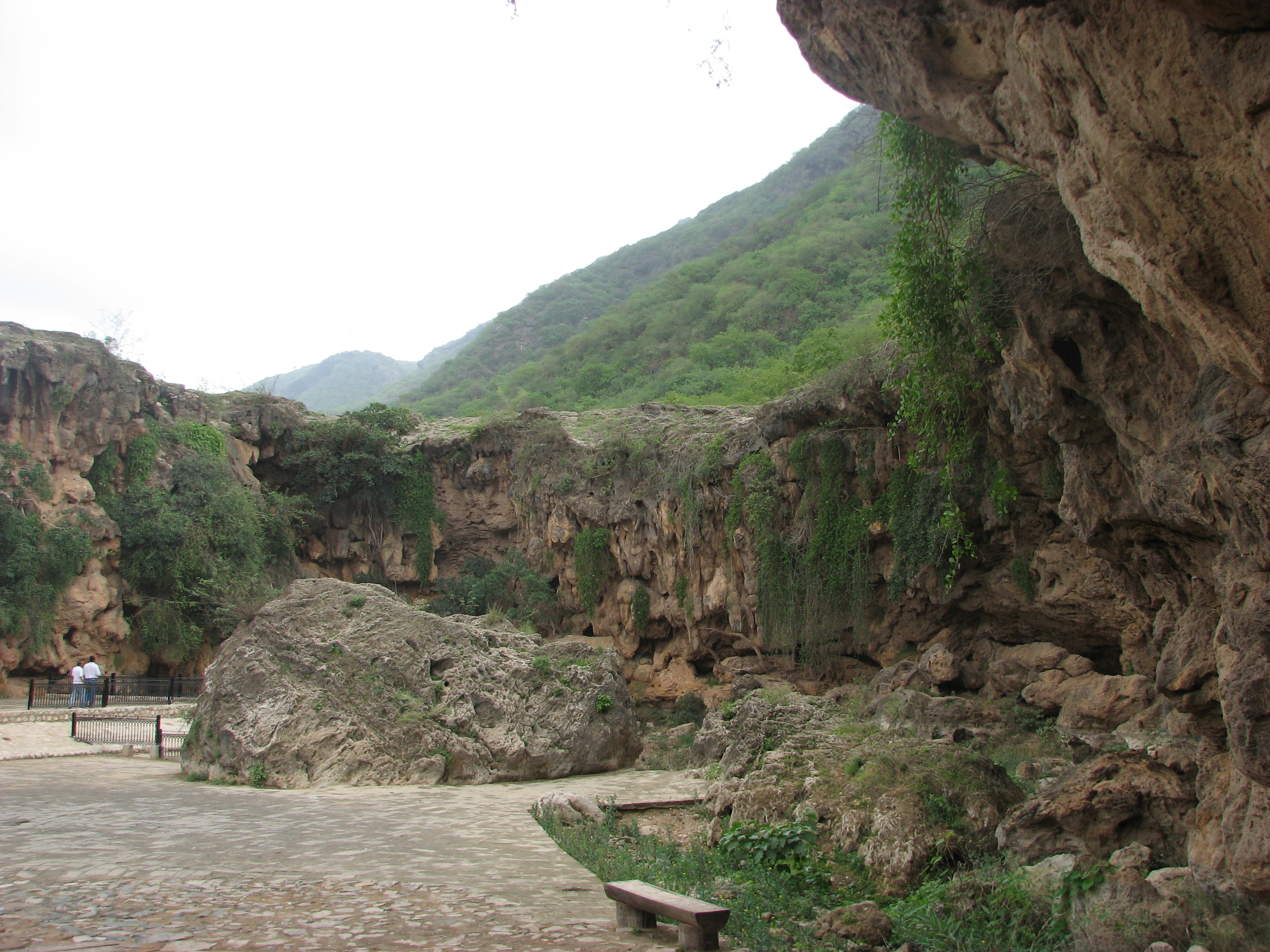
Ayn Jarziz con el verdor típico del otoño.
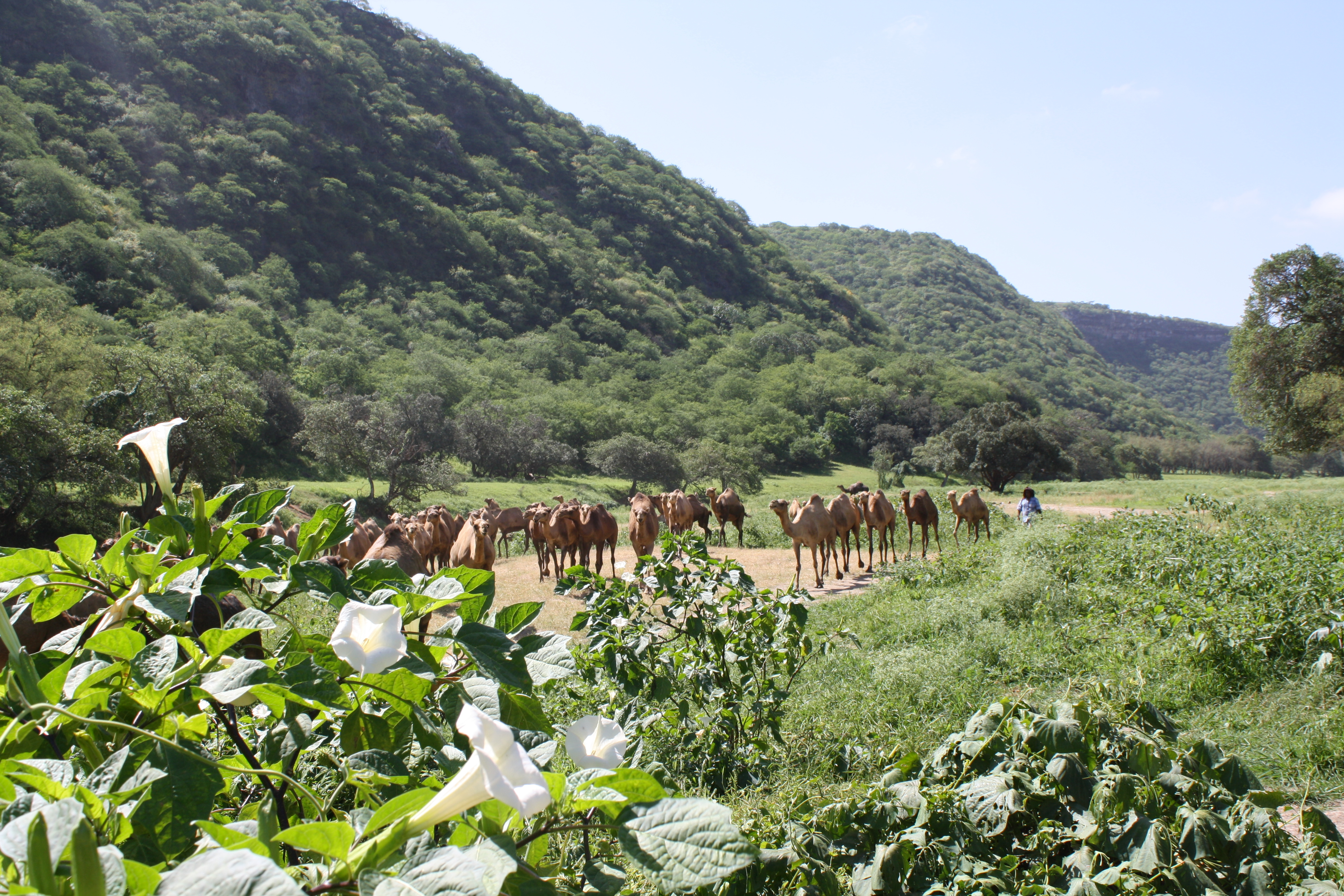
Camellos cerca de Salalah
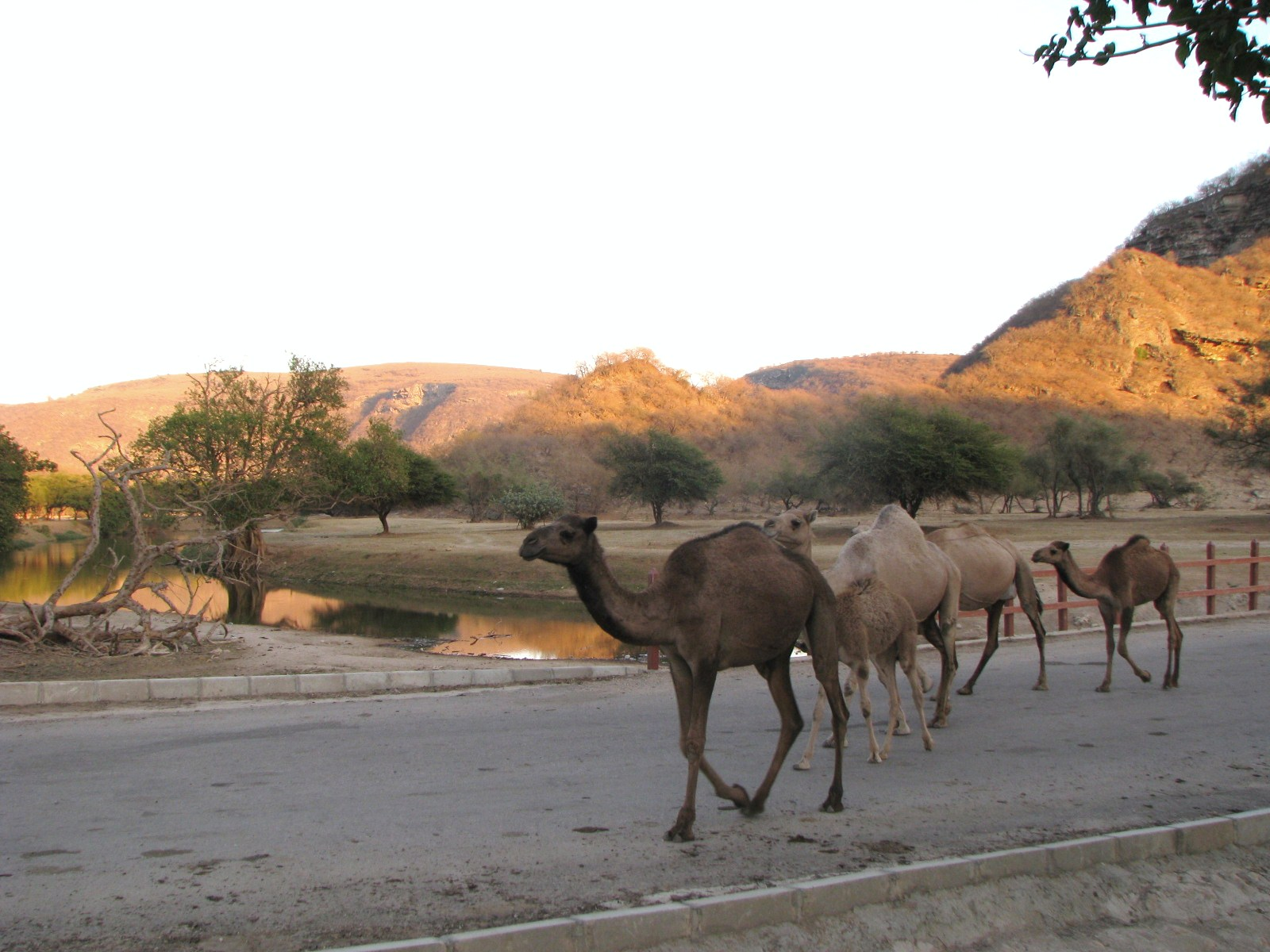
Arria de camellos en el terreno serrado.
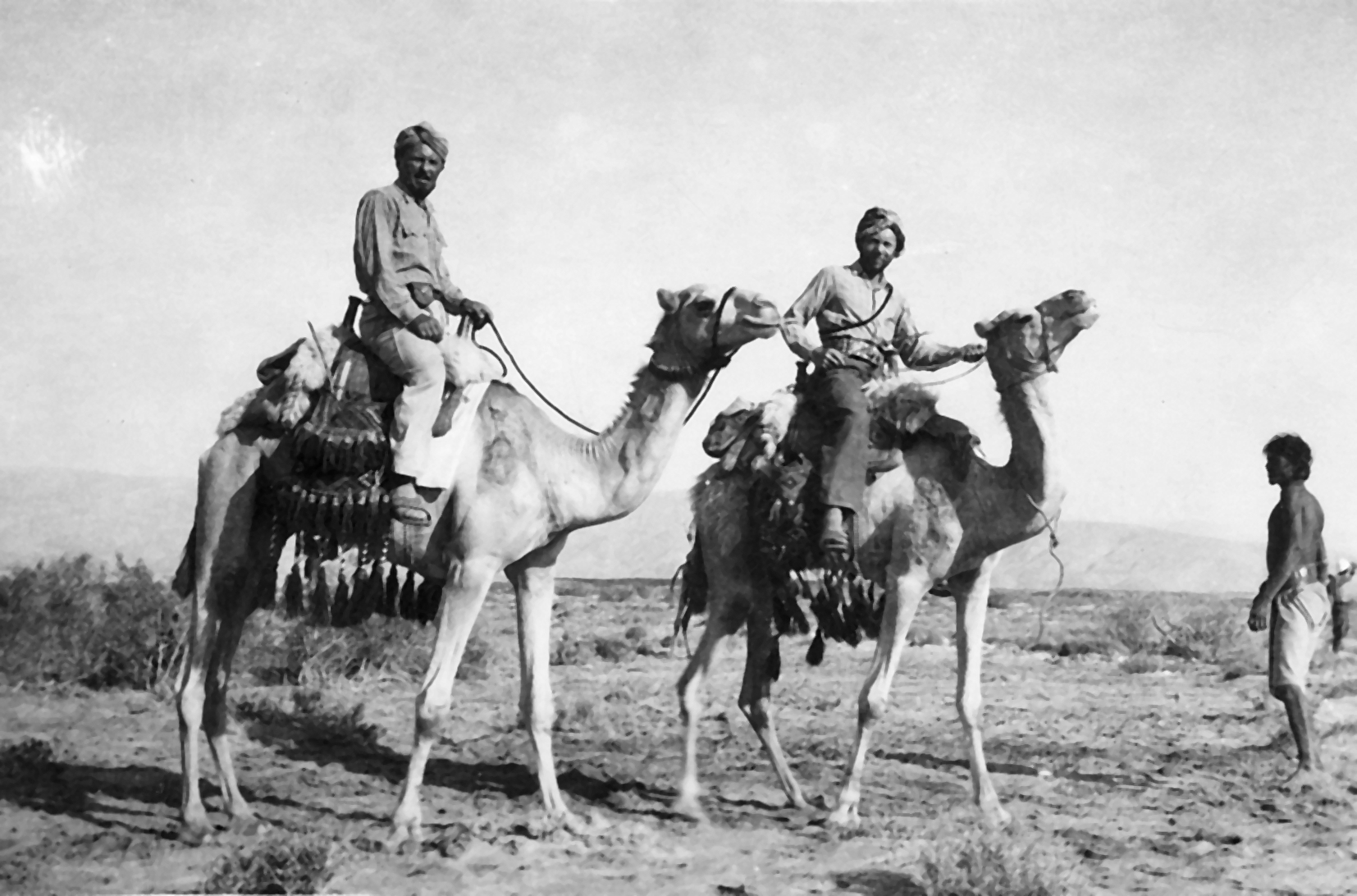
Carrera de camellos en 1948
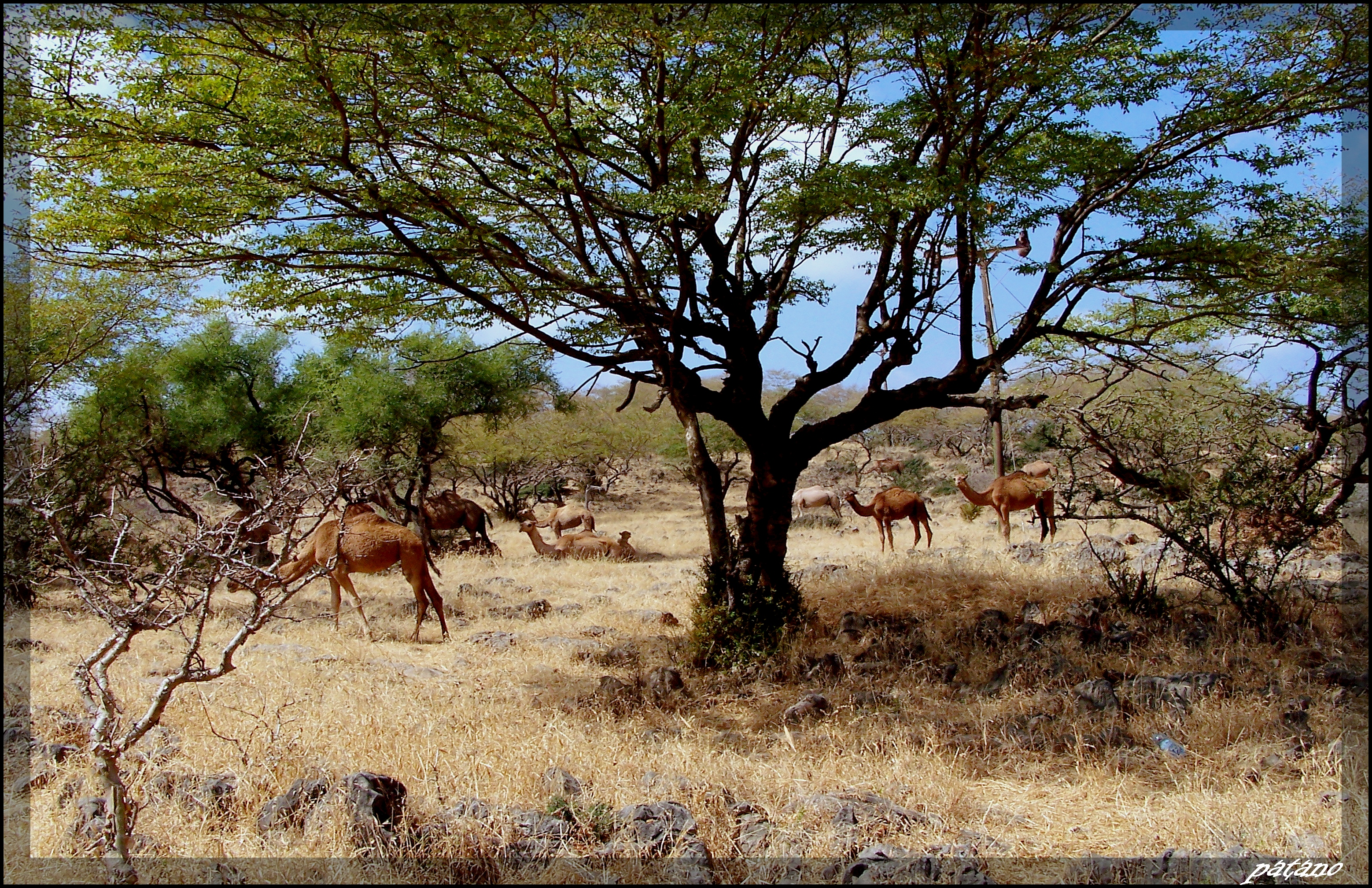
Camellos pastando y flota típica de la región.

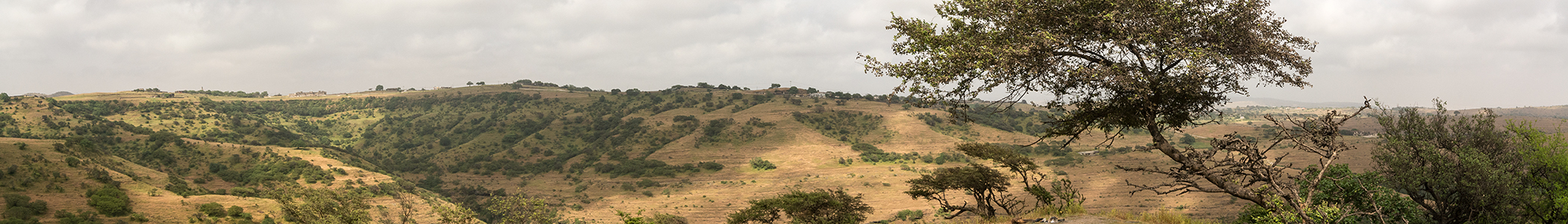
Paisaje de la sierra de Al-Qarah